# Gelléri András
Gelléri András (Makó, 1901. március 23. – Budapest, 1968. január 11.) magyar újságíró, szerkesztő.

## Életpályája
Szülei: Gelléri (Glück) Mihály (1875–1946) és Schwarcz Matild voltak. Apai nagyszülei Glück Mór és Iricz Terézia voltak. Középiskolai tanulmányait Szegeden végezte el. 1920-ban a szegedi Friss Újság, majd a Színházi Újság szerkesztője volt. 1922–1938 között az Incze Sándor lapszerkesztő által szerkesztett Színházi Élet munkatársa volt. 1940–1944 között az Egyed Zoltán-féle Film-Színház-Irodalom főmunkatársa volt. 1944-ben Mauthausenbe deportálták. Hazatérése után a Színház című lap munkatársa lett. 1950-ben az Irodalmi Újság tördelőszerkesztőjeként dolgozott. 1957–1968 között a Füles című rejtvényújság szerkesztője volt.
Sírja a Farkasréti temetőben található.

## Magánélete
1936. augusztus 1-jén Budapesten házasságot kötött Faragó Jenő és Kunschner Ilona lányával, Faragó Ilonával.